# Аутибра Хор
Аутибра Хор (или Аутибра Херуат) — фараон Древнего Египта, правивший приблизительно в 1756—1754 годах до н. э. Представитель XIII династии (Второй переходный период).

## Артефакты фараона Аутибра Хора

### Гробница Аутибра Хора
Имя фараона Аутибра приведено в Туринском папирусе после имени царя Ренсенеба. Более об этом фараоне ничего не было известно, пока в 1894 году де Морган не обнаружил его гробницу в Дахшуре. Она представляет собой вырубленную в скале камеру, в которую можно попасть, спустившись в яму, вырытую у южной стороны пирамиды Аменемхета III. Вполне возможно, что она изначально принадлежала одному из членов семьи этого царя, так как на печати, найденной в гробнице, стоит тронное имя Аменемхета III — Немаатра. Следовательно, в период его царствования в ней кто-то был погребён, но впоследствии захоронение было разграблено, и пустующую гробницу занял живший в более позднее время фараон Аутибра Хор. Саркофаг Аутибра Хора был ограблен ещё в древности, и все находившиеся в гробнице ценности исчезли. Рядом с саркофагом обнаружен ящик с канопами. Также в гробнице найден алтарь, статуя, сосуды, скипетры и другие предметы.

### Деревянная статуя Аутибра Хора
Наиболее интересным артефактом, обнаруженным в ней, стала прекрасная деревянная статуя с инкрустированными глазами, изображавшая обнажённого юношу в полный рост. Она была помещена в красивый деревянный балдахин. На голове был закреплён иероглиф «Ка», в виде согнутых в локтях и поднятых рук, чтобы придать ему сходство с духом или духовным телом, обозначаемым этим иероглифом. Кроме того, он облачён в длинный парик, а к его подбородку прикреплена заплетённая борода. Оба этих атрибута характерны для богов.
На балдахине написаны полное имя и титулатура фараона. Однако в тексте не упоминается его личное имя — Херуат, которое встречается в другой надписи, обнаруженной в гробнице. Вместо этого в тексте, украшающим балдахин, он назван просто Хором (богом соколом), причём имя божества вписано в царский картуш. Объяснить это явление можно следующим образом. Согласно древнеегипетской традиции, фараон при жизни считался сыном бога солнца Ра. Тогда его звали Херуат. Однако после смерти он отождествлялся с божественным сыном Осириса (в загробном мире Осирис имел то же значение, что и Ра на земле) и, следовательно, был назван Хором.
Исследователям известно множество статуй, изображающих «ка», или дух фараона. Однако, найденная в гробнице Аутибра Хора является единственным изображением, обладающим всеми атрибутами бога и сопровождающимся его именем. Более того, перед нами, несомненно, единственный пример замены имени царя именем бога в официальной титулатуре. Очевидно, этот правитель больше чем кто-либо претендовал на божественность, или, возможно, в то время была разработана новая теологическая система, признанная примирить солнцепоклонников из Иуну (Гелиополя) с адептами культа Осириса из Абеджу (Абидоса), по крайней мере, в вопросах, связанных с божественным статусом фараона. Подобное приведение в соответствие двух религий уже происходило в период правления представителей V династии и отразилось в религиозных текстах, известных в настоящее время под названием «Тексты пирамид». Однако, насколько нам известно, правитель ещё никогда не был настолько непосредственно отождествлён с богом, чтобы называть себя, точнее, своё ка, или духа, именем божества, вписанным в царский картуш.

### Имена Аутибра Хора
Полная титулатура данного правителя приведена в его гробнице и выглядит следующим образом. Его Тронным именем было Аутибра, «Радость сердца бога солнца». Встречаются написания этого имени как Ауибра, Аветибра, Эуибра и другие. «Хорово имя» царя звучало, очевидно, как Хетепибтауи, «Успокоение сердца Обеих Земель»; имя небти — как Неферхау, «Прекрасный в своих восхождениях» (слово «хау» можно перевести как «восхождение» или «восход» как солнца, так и нового фараона (имеется в виду его коронация), а слово «нефер» значит «хороший», «красивый» или «удачливый»). Его «золотым хоровым» именем было Нефернечеру, «Прекрасный среди богов». Его личное имя, Херуат, следовавшее после эпитета «сын солнца», можно перевести как «Путник». Возможно это имя он получил из-за того, что был рождён во время путешествия или по какой-то аналогичной причине. Именно это имя, как сказано выше, было заменено именем бога Хора.
| G5 |

| G5 |

| R4 · F34 | N17 · N18 |

| R4 · F34 | N17 · N18 |

| G16 |

| G16 |

| F35 | N28 · D36 | G43 |

| F35 | N28 · D36 | G43 |

| G8 |

| G8 |

| F35 | R8A |

| F35 | R8A |

| nswt&bity |

| nswt&bity |

| N5 | F40 | F34 |

| N5 | F40 | F34 |

| N5 | F40 | F34 |

| N5 | F40 | F34 |

| N5 | F40 | F34 |

| N5 | F40 | F34 |

| N5 | F40 | F34 |

| N5 | F40 | F34 |

| Ca1 | N5 | F40 | Z7 · X1 | Y1 · Z2 | F34 | Z1 | Ca2 |

| Ca1 | N5 | F40 | Z7 · X1 | Y1 · Z2 | F34 | Z1 | Ca2 |

| G39 | N5 |

| G39 | N5 |

| D2 · D21 | N31 |

| D2 · D21 | N31 |

| D2 · D21 | N31 |

| D2 · D21 | N31 |

| D2 · D21 | N31 |

| D2 · D21 | N31 |

| D2 · D21 | N31 |

| D2 · D21 | N31 |

| G5 |

| G5 |

| G5 |

| G5 |

| G5 |

| G5 |

| G5 |

| G5 |

| G39 | N5 | D2 · D21 | N31 |

| G39 | N5 | D2 · D21 | N31 |

| G39 | N5 | D2 · D21 | N31 |

| G39 | N5 | D2 · D21 | N31 |

| G39 | N5 | D2 · D21 | N31 |

| G39 | N5 | D2 · D21 | N31 |

| G39 | N5 | D2 · D21 | N31 |

| G39 | N5 | D2 · D21 | N31 |

### Попытки отождествления Аутибра Хора с сыном Аменемхета III
Некоторые исследователи полагают, что Аутибра Хор был сыном Аменемхета III и умер при жизни отца. В качестве доказательств данной гипотезы они приводят следующие факты:
- в его гробнице была найдена печать с именем Аменемхета III;
- на некоторых скарабеях знаки «ау» и «иб» стоят рядом с именем Сенусерта III Хакаура, причём иероглиф «Ра» находится посередине, объединяя два царских имени — Ауибра и Хакаура;
- гробница Аутибра Хора расположена рядом с пирамидой Аменемхета III, среди гробниц дочерей этого правителя;
- иероглифические знаки в надписи повреждены таким же образом, как в пирамиде Аменемхета III в Хаваре, то есть у иероглифов изображающих зверей и птиц, отсутствуют лапы и ноги, а змей — хвосты, таким образом, ожив в загробном царстве, звери и птицы не могли убежать, а змеи — уползти, сделав надпись нечитаемой.

В ответ на эти аргументы можно сказать следующее:
- гробница, как уже говорилось выше, могла быть использована вторично;
- иероглифы «ау» и «иб», вырезанные на скарабеях, могут оказаться всего лишь благим пожеланием: «Радости сердца Хакаура»;
- обычай повреждать иероглифы, несомненно, просуществовал несколько лет.

Более того, допустив существование этого фараона в период правления XII династии, мы вынуждены будем объяснить, почему он не упоминается ни в Туринском папирусе, ни в составленном Манефоном перечне представителей этой династии, а сделать это практически невозможно. В туринском папирусе правление Аутибра отнесено к более позднему времени. Также следует добавить, что, несмотря на всю красоту статуи «Ка» Аутибра Хора, она не имеет ничего общего с великолепием, характерным для произведений искусства, созданных в период царствования Аменемхета III. Таким образом, не может быть никаких сомнений в том, что этот правитель жил во время XIII династии.

### Продолжительность правления
Продолжительность его царствования неизвестна. В Туринском папирусе на месте количества лет его правления лакуна, можно только прочесть «[… и] 7 месяцев» или «[… и] 7 дней». В любом случае Аутибра Хор, скорее всего, правил в течение короткого времени. За исключением гробницы, памятников его правления практически не сохранилось. Его имя засвидетельствовано на гранитном блоке дверной перемычки из Таниса, причём там же находится хорово имя Хабау ещё одного фараона Сехемрахутауи. Этот архитрав, вероятно имел мемфиское происхождение, а в Танис он был перенесён позднее, в период гиксосов. Аутибра Хор также известен по небольшой мемориальной доске ныне хранящейся в Египетском музее в Берлине (инверт. № 7670) и крышке с частью его имени, неизвестного происхождения. Ещё одна табличка с его именем была найдена на пирамиде Аменемхата I в Лиште. Современные египтологи определяют период правления Аутибра Хора в 2—3 года.
| XIII династия            |                                                       |                         |
| Предшественник: Ренсенеб | фараон Египта XVIII век до н. э. (правил около 2 лет) | Преемник: Аменемхет VII |